# Pararistolochia macrocarpa
Espèce
Synonymes
- Aristolochia flos-avis A.Chev.[1]
- Aristolochia macrocarpa Duch.[1]
- Aristolochia tribrachiata S.Moore[1]
- Pararistolochia flos-avis (A.Chev.) Hutch. & Dalziel[1]
- Pararistolochia macrocarpa var. macrocarpa[1]
- Pararistolochia staudtii Hutchins[1]
- Pararistolochia tribrachiata (S. Moore) Hutch. & Dalziel[1]

Pararistolochia macrocarpa est une espèce de plantes à fleurs de la famille des Aristolochiaceae. C'est une liane très rare qu’on trouve en Guinée et au Ghana.

## Description
Pararistolochia macrocarpa est une liane ligneuse pouvant atteindre 30 mètres. Ses fleurs sont tubulaires et renflées à la base. Trois pétales se trouvent sur la corolle. Elles sont souvent de couleurs chaudes (jaunes, orange, rouge...).

## Liste des variétés
Selon Tropicos (17 juillet 2017) :
- Pararistolochia macrocarpa var. macrocarpa
- Pararistolochia macrocarpa var. soyauxiana Poncy